# Drosera subg. Ergaleium
Drosera subg. Ergaleium, conocidas como tuberous sundews, es un subgénero de tres secciones de especies tuberosas pertenecientes al género Drosera. 

## Taxonomía
Las tres secciones representan grupos naturales, que incluyen las especies con roseta  (sección Erythrorhiza), las especies con las hojas en forma de abanico (sección Stolonifera), y las especies erectas o escandentes (sección Ergaleium).
El subgénero fue descrito por primera vez por Augustin Pyramus de Candolle en 1824, pero su taxonomía fue cambiado frecuentemente desde entonces. En 1848, Jules Émile Planchon reorganizó las especies en secciones, series, y subseries. George Bentham no estuvo de acuerdo con la clasificación de Planchon y en 1864 dividió el género en dos secciones, con todas las especies tuberosas en la sección Ergaleium y las no tuberosas en la sección  Rorella. Ludwig Diels reclasificó el género en su monografía de la familia en 1906 , reconociendo el subgénero Ergaleium y dos secciones dentro de él: Erythrorhiza (Planchon) Diels y Polypeltes Diels. Otra reclasificación aconteció en  1977, cuando Larry Eugene DeBuhr añadió la sección Stolonifera, que estaba basada en la subserie de Planchon Stoloniferae. La sección Polypeltes es ahora conocida por el antiguo nombre de secc. Ergaleium.